# Paroisse de Sainte-Héléna
Pour les articles homonymes, voir Saint Helena (homonymie).
La paroisse de Sainte-Hélène (anglais : Saint Helena Parish) est située dans l'État américain de la Louisiane. Son siège est à Greensburg. Selon le recensement de 2020, sa population est de 10 920 habitants. Elle a une superficie de 1 058 km2 de terre émergée et 3 km2 d’eau.
Elle est enclavée entre le comté d'Amite (Mississippi), la paroisse de Tangipahoa à l'est, la paroisse de Livingston au sud, la paroisse de Bâton-Rouge Est au sud-ouest et la paroisse de Féliciana Est à l'ouest.   
La paroisse est nommée en l'honneur d'Hélène, mère de Constantin.

## Démographie
Lors du recensement de 2000, les 10 525 habitants de la paroisse se divisaient en 52,42 % de « Noirs » et d’Afro-Américains, 46,53 % de « Blancs », 0,10 % d’Asiatiques, 0,10 % d’Amérindiens, ainsi que 0,14 % de non-répertoriés ci-dessus et 0,71 % de personnes métissées.
La paroisse est presque entièrement anglophone : 98,50 % de la population ne parle que l'anglais. 0,30 % qui parle le français ou le français cadien à la maison, soit 30 personnes parlant au moins une fois par jour la « langue de Molière ».

## Municipalités
- Greensburg
- Montpelier